# Саньмао (письменниця)
Саньма́о (кит.: 三毛, справжнє ім'я кит. трад. 陳懋平, спр. 陈懋平, піньїнь: Chén Màopíng, акад. Чень Маопін; 26 березня 1943 — 4 січня 1991) — тайванська письменниця 1970—80-х років. Її різномаїтний літературний доробок включає автобіографічні твори, подорожні нариси, рефлексивні романи і переклади іспанських коміксів. Перш ніж стати письменницею, Саньмао вивчала філософію і викладала німецьку мову.
За псевдонім взяла собі ім'я головного героя найвідомішого коміксу Чжана Лепіна. Також була відома під ім'ям Е́хо Чань (Echo Chan), яке відсилало до однойменної німфи. Чень Маопін ізмалечку уникала написання складного ієрогліфа 懋 (мао), а під кінець життя офіційно змінила ім'я на Чень Пін.

## Біографія

### Дитинство
Сім'я Саньмао родом із провінції Чжецзян. Майбутня письменниця народилась у Чунціні в сім'ї адвоката Ченя Сіціна і Мяо Цзіньлані, мала старшу сестру Тяньсінь. Обидвоє батьків були набожними християнами. По завершенні Другої світової війни родина спершу перебралася в Нанкін, проте згодом була вимушена податися на Тайвань, оскільки континентальний Китай захопили комуністи.
Саньмао зацікавилася літературою ще в глибокому дитинстві. Вона читала, як відомих китайських письменників, як-от Лу Сюнь, Ба Цзінь, Бін Сінь, Лао Ше та Юй Дафу, так і класику світової літератури, зокрема «Граф Монте-Крісто», «Дон Кіхот», «Віднесені вітром». Особливо їй полюбилася книжка «Сон у червоному теремі», яку Саньмао читала, будучи ученицею 5-го класу. Велика захопленість художньою літературою заважала шкільному навчанню; дівчина мала погані оцінки з математики. На додаток було ще й домашнє навчання: батько вчив доньку англійській мові та класичній літературі, винаймав репетиторів із гри на фортепіано та з живопису.
У 1962 році, у віці 19 років, Саньмао опублікувала своє перше есе.

### Вища освіта
У 1964 році вступила на філософський факультет Університету китайської культури. З 1967 і протягом наступних трьох років навчалася в Іспанії в Мадридському університеті, де зустріла свого майбутнього чоловіка — Хосе Марію Куеро-і-Руїза. Після перебралася в Німеччину, де інтенсивно вчила німецьку мову й вивчала кераміку. Набуті за цей час досвід і мовні навички стали важливою базою для її подальшого життя.

### Письменництво
У 1970 році Саньмао повернулась на Тайвань. На той момент вона була заручена з учителем із Німеччини, але той несподівано помер від серцевого нападу. Тоді Саньмао повернулась до Мадрида і стала там викладати англійську в школі, намагаючись попутно відновити стосунки з Куеро-і-Руїзом. Вони побралися в 1973 році й осіли в Іспанській Сахарі.
У 1976 році виходять друком автобіографічні «Історії Сахари», у яких Саньмао описує свій досвід життя у Західній Сахарі. Книжка має великий успіх на Тайвані, у Гонконгу та на материковому Китаї. Того ж року подружжя переселяється на Канарські острови.
30 вересня 1979 Хосе Марія Куеро-і-Руїз, за фахом морський інженер, загинув під час занурення під воду. Наступного року вдова Саньмао вчергове повертається на Тайвань, проте в листопаді 1981 року за дорученням тайванських видавців вирушає в подорож по Латинській Америці. З 1981 по 1984 рік викладає в Університеті китайської культури, після чого повністю присвячує себе письменництву.
Книги Саньмао стосуються головним чином її власного досвіду навчання та проживання за кордоном. Їх надзвичайно добре сприйняли не лише на Тайвані, а й на материковому Китаї, і вони не втрачають популярності понині. З 1976 року і до смерті в 1991 році Саньмао опублікувала понад 20 книжок. Також вона переклала з іспанської на китайську комікс «Мафальда».

### Смерть
4 січня 1991 року у віці 47 років Саньмао наклала на себе руки Тайбейській загальній лікарні для ветеранів. Вона повісилась на власних шовкових панчохах.
Самогубство стало шоком для її читачів і потрясло весь китайський світ. Щодо причини її самогубства було багато спекуляцій: вбивство, страх перед раком, творчі невдачі, туга за давно померлим чоловіком тощо. Похована Саньмао на цвинтарі Чін Пао Сан.

## Книжки
У 2021 році видавництво «Сафран» видало книжку Саньмао «Історії Сахари» у перекладі Аліни Дорічевої.
- Саньмао. Історії Сахари / Пер. з кит. А. Дорічева — К.:Сафран, 2021. — 408 с.